# Vounargo
Vounargo  este un oraș în Grecia în prefectura Elida.